# Узана I
Узана I (*бірм. ပင်းယ ဥဇနာ; 1298 — 1356/1357) — 2-й володар царства Пінья у 1325—1340 роках.

## Життєпис

### Молоді роки
Син паганського цара Чавсви і Мі Соу, що були зведеними сестрою і братом. Народився у червні 1298 року. Через 6 місяців батька було повалено, а мати вийшла заміж за Тхіхатху, що став правителем. Був всиновлений останнім. Виріс у Пінле разом із дітьми Тхіхатху.
7 лютого 1313 року оголошений спадкоємцем трону, що спричинило повстання Союна. який став незалежним правителем Сікайна у 1314 році. 1315 року Узана отримав наказав приборкати останнього, але отримав лише 1 тис. піхоти, 80 вершників і 10 слонів. В результаті він зазнав поразки, що спричинило конфлікт з Тхіхатху.
У 1317 та 1318 роках спільно зі зведеним братом Чавсвою здійснив декілько військових кампаній на придушення повстань південних міст-держав Таунгу і Таунгдвін, які вдалося підкорити. 1325 року після смерті названого батька розділив державу з Чавсвою, отримавши важливу землеробську долину Мінбу.

### Панування
Прийняв тронне ім'я Анората Магадіпаті, оженившись на своїй зведеній сестрі Атула Магадхаммадеві, яка стала головною дружиною. Створив окрему армію, вважаючи головним суперником Чавсву I, який в свою чергу протистояв Союну. Його найпівденніші васали були практично незалежними і мусили забезпечувати свій захист самі. Насамперед це стосується Таунгу, де владу захопив Каїн Ба.
1330 року війська Бінья Е, володаря Гантаваді, захопили важливе місто П'ї на півдні. 1334 року Мін Хті, володар Ланггьєту, захопив місто Тхайет. В цей час Узана I спрямував сили на військовому протистоянні з Чавсвою I. Приводом до війни стала відмова останнього надати 2 білих слонів, що свідчило б про підпорядкуванні Узані I. Поразки у війні змусили його зректися влади у 1340 році. За іншою версією був повалений знаттю. Трон перейшов до стрийка Сітху. Помер колишній правитель в буддійському монастирі 1356 або 1357 року.